# Egidio Arévalo
Egidio Arévalo, teljes nevén Egidio Raúl Arévalo Ríos (Paysandú, 1982. január 1. –) uruguayi labdarúgó, legutóbb 2022-ben a guatemalai Sacachispas és a válogatott középpályása volt.

## Pályafutása

### Klubcsapatban
Arévalo Ríos a Bella Vista akadémiáján nevelkedett.  Pályafutása során játszott a Peñarol, a Monterrey, a Tigres, az Atlas és a Danubio csapatában is.
2012. július 23-án hivatalosan is bejelentették, hogy az olasz Palermo csapatéhoz kerül kölcsönbe. 2013. augusztus 9-én, ugyancsak kölcsönben a Chicago Fire-ban szerepelt a 2013-as szezonban. A szezon végén visszatért a Tijuanához. 2013 decemberében hat hónapra a mexikói Tigresben szerepelt. 2014 áprilisában kiderült, hogy a Tijuana továbbra is birtokolja Ríos játékjogának egy részét, így a két klub tárgyalásokba kezdett, végül a Tigres kijelentette, hogy végleg megszerezte az uruguayi középpályást. Kulcsjátékosa volt a 2015-ben Copa Libertadores-győztes csapatnak. Ugyanebben az évben a mexikói Aperturát is megnyerte csapatával. Ezt követően a Chiapas és a Veracruz játékosa volt.

### A válogatottban
Az uruguayi válogatottban 2007-ben mutatkozott be. Részt vett a 2010-es és a 2014-es világbajnokságon, 2011-ben pedig Copa Américát nyert a válogatottal. A 2012-es olimpián túlkorosként vett részt és ő volt a csapat kapitánya.